# Holmer, England
Holmer är en ort i civil parish Holmer & Shelwick, i grevskapet Herefordshire, i England. Stadsdelen hade 4 228 invånare år 2021. Byn nämndes i Domedagsboken (Domesday Book) år 1086, och kallades då Holemere.